# Ploiaria chilensis
Ploiaria chilensis är en insektsart som först beskrevs av Philippi 1862.  Ploiaria chilensis ingår i släktet Ploiaria och familjen rovskinnbaggar. Inga underarter finns listade i Catalogue of Life.